# Laurence St-Germain
Laurence St-Germain (ur. 30 maja 1994 w Québec) – kanadyjska narciarka alpejska, mistrzyni świata.

## Kariera
Po raz pierwszy na arenie międzynarodowej pojawiła się 12 grudnia 2009 roku w Saint-Côme, gdzie w zawodach FIS zajęła 35. miejsce w slalomie. W 2013 roku wystąpiła na mistrzostwach świata juniorów w Québecu, gdzie zajęła 25. miejsce w slalomie, a rywalizacji w gigancie nie ukończyła.
W zawodach Pucharu Świata zadebiutowała 28 listopada 2015 roku w Aspen, gdzie zajęła 27. miejsce slalomie. Tym samym już w debiucie zdobyła pierwsze punkty. Pierwszy raz w czołowej dziesiątce zawodów tego cyklu znalazła się 29 grudnia 2018 roku we Semmering, kończąc slalom na dziesiątej pozycji.
W 2019 roku wzięła udział w mistrzostwach świata w Åre, zajmując szóste miejsce w slalomie i dziewiąte w zawodach drużynowych. Na rozgrywanych dwa lata później mistrzostwach świata w Cortina d’Ampezzo była siedemnasta w slalomie. W międzyczasie brała udział w igrzyskach olimpijskich w Pjongczangu, gdzie uplasowała się na dziewiątej pozycji w zawodach drużynowych i piętnastej w slalomie. Podczas mistrzostw świata w Courchevel/Méribel w 2023 roku zdobyła złoty medal w slalomie, wyprzedzając Mikaelę Shiffrin z USA i Niemkę Lenę Dürr. Był to pierwszy od 63 lat złoty medal dla Kanady w tej konkurencji (na MŚ 1960 zwyciężyła Anne Heggtveit).

## Osiągnięcia

### Igrzyska olimpijskie
| Miejsce | Dzień     | Rok  | Miejscowość | Konkurencja | Czas biegu | Strata | Zwycięzca        |
| ------- | --------- | ---- | ----------- | ----------- | ---------- | ------ | ---------------- |
| 15.     | 16 lutego | 2018 | Pjongczang  | Slalom      | 1:38,63    | +3,17  | Frida Hansdotter |
| 9.      | 24 lutego | 2018 | Pjongczang  | Drużynowo   | -          | -      | Szwajcaria       |
| 17.     | 9 lutego  | 2022 | Pekin       | Slalom      | 1:44,98    | +2,59  | Petra Vlhová     |

### Mistrzostwa świata
| Miejsce | Dzień     | Rok  | Miejscowość        | Konkurencja      | Czas biegu | Strata | Zwyciężczyni          |
| ------- | --------- | ---- | ------------------ | ---------------- | ---------- | ------ | --------------------- |
| 9.      | 12 lutego | 2019 | Åre                | Zawody drużynowe | –          | –      | Szwajcaria            |
| 6.      | 16 lutego | 2019 | Åre                | Slalom           | 1:57,05    | +2,60  | Mikaela Shiffrin      |
| 17.     | 20 lutego | 2021 | Cortina d’Ampezzo  | Slalom           | 2:30,66    | +4,00  | Katharina Liensberger |
| 1.      | 18 lutego | 2023 | Courchevel/Méribel | Slalom           | 1:43,15    | -      | -                     |

### Mistrzostwa świata juniorów
| Miejsce | Dzień     | Rok  | Miejscowość | Konkurencja | Czas biegu | Strata | Zwyciężczyni         |
| ------- | --------- | ---- | ----------- | ----------- | ---------- | ------ | -------------------- |
| 25.     | 21 lutego | 2013 | Québec      | Slalom      | 1:52,10    | +11,20 | Magdalena Fjällström |
| DNF2    | 22 lutego | 2013 | Québec      | Gigant      | 2:22,23    | -      | Lisa-Maria Zeller    |

### Puchar Świata

#### Miejsca w klasyfikacji generalnej
- sezon 2015/2016: -
- sezon 2016/2017: -
- sezon 2017/2018: 90.
- sezon 2018/2019: 42.
- sezon 2019/2020: 48.
- sezon 2020/2021: 30.
- sezon 2021/2022: 52.
- sezon 2022/2023: 50.

#### Miejsca na podium w zawodach
St-Germain nigdy nie stanęła na podium zawodów PŚ.